# Cupa UEFA 1971-1972
Cupa UEFA 1971-1972 a fost prima ediție a competiției de fotbal Cupa UEFA și a 14-a dacă se iau în calcul cele 13 ediții ale Cupei Orașelor Târguri (Inter-Cities Fairs Cup). Numele competiției a fost schimbat deoarece nu mai participau echipele în ale căror orașe se desfășurau târguri, ci echipele clasate în campionat în urma campioanelor.
Numărul de echipe participante din fiecare țară urma să fie decis de clasamentul coeficienților pe ultimii 5 ani.
Formatul folosit a fost identic cu cel din anteriorii 3 ani (primul în 1968-1969): 6 tururi eliminatorii, tur-retur, inclusiv finala, și care urma să fie folosit pentru ultima dată în ediția 1993-1994, din 1994-1995 introducându-se un tur preliminar.

## Echipe participante
Au participat 64 de echipe din 32 de țări:
- Anglia (4): Leeds United, Southampton, Tottenham Hotspur, Wolverhampton Wanderers;
- Germania (4): Eintracht Braunschweig, FC Köln, Hamburger SV, Hertha Berlin;
- Italia (4): AC Milan, Bologna, Juventus, Napoli;
- Spania (4): Athletic Bilbao, Atlético Madrid, Celta de Vigo, Real Madrid;
- Belgia (3): Anderlecht, Club Brugge, Lierse;
- Franța (3): FC Nantes, Olympique Nîmes, Saint-Étienne;
- Iugoslavia (3): Dinamo Zagreb, OFK Belgrad, Željezničar Sarajevo;
- Portugalia (3): Académica Coimbra, FC Porto, Vitória Setúbal;
- Scoția (3): Dundee FC, St. Johnstone, Aberdeen;
- Austria (2): Austria Salzburg, Rapid Viena;
- Bulgaria (2): Botev Vratsa, Lokomotiv Plovdiv;
- Cehoslovacia (2): Union Teplice, VSS Kosice;
- Elveția (2): FC Basel, FC Lugano;
- Germania de Est (2): Carl Zeiss Jena, FC Hallescher;
- Olanda (2): FC Den Haag, PSV Eindhoven;
- Polonia (2): Legia Varșovia, Zagłębie Wałbrzych;
- România (2): Rapid București, UT Arad;
- Suedia (2): Djurgårdens IF, IF Elfsborg;
- Ungaria (2): Ferencváros, Vasas Budapest;
- Albania (1): Vllaznia;
- Cipru (1): Digenis Morphou;
- Danemarca (1): AB Copenhaga;
- Finlanda (1): HIFK Helsinki;
- Grecia (1): Panionios;
- Irlanda (1): Shelbourne;
- Irlanda de Nord (1): Glentoran;
- Islanda (1): Keflavik;
- Luxemburg (1): Aris Bonnevoie;
- Malta (1): Marsa;
- Norvegia (1): Rosenborg;
- Turcia (1): Fenerbahçe;
- URSS (1): Spartak Moscova.

## Rezultate

### Turul 1
| Gazde (tur)                       | Scor general | Oaspeți (tur)                     | Scor Tur | Scor Retur | Extra |
| --------------------------------- | ------------ | --------------------------------- | -------- | ---------- | ----- |
| (Irlanda de Nord) Glentoran       | 1-7          | Eintracht Braunschweig (Germania) | 0-1      | 1-6        |       |
| (Anglia) Southampton              | 2-3          | Athletic Bilbao (Spania)          | 2-1      | 0-2        |       |
| (Turcia) Fenerbahçe               | 2-4          | Ferencváros (Ungaria)             | 1-1      | 1-3        |       |
| (Spania) Atlético Madrid          | 2-2          | Panionios (Grecia)                | 2-1      | 0-1        |       |
| (Germania) Hamburger SV           | 2-4          | St. Johnstone (Scoția)            | 2-1      | 0-3        |       |
| (Ungaria) Vasas Budapest          | 2-1          | Shelbourne (Irlanda)              | 1-0      | 1-1        |       |
| (Iugoslavia) Željezničar Sarajevo | 4-3          | Club Brugge (Belgia)              | 3-0      | 1-3        |       |
| (Italia) Bologna                  | 3-1          | Anderlecht (Belgia)               | 1-1      | 2-0        |       |
| (Iugoslavia) Dinamo Zagreb        | 8-2          | Botev Vratsa (Bulgaria)           | 6-1      | 2-1        |       |
| (Austria) Rapid Viena             | -            | Vllaznia (Albania)                | nejucat  | nejucat    |       |
| (Malta) Marsa                     | 0-11         | Juventus (Italia)                 | 0-6      | 0-5        |       |
| (Spania) Celta de Vigo            | 0-3          | Aberdeen (Scoția)                 | 0-2      | 0-1        |       |
| (Iugoslavia) OFK Belgrad          | 6-3          | Djurgårdens IF (Suedia)           | 4-1      | 2-2        |       |
| (Germania de Est) Carl Zeiss Jena | 4-3          | Lokomotiv Plovdiv (Bulgaria)      | 3-0      | 1-3        |       |
| (Olanda) FC Den Haag              | 7-2          | Aris Bonnevoie (Luxemburg)        | 5-0      | 2-2        |       |
| (Anglia) Wolverhampton Wanderers  | 7-1          | Académica Coimbra (Portugalia)    | 3-0      | 4-1        |       |
| (Polonia) Zagłębie Wałbrzych      | 4-2          | Union Teplice (Cehoslovacia)      | 1-0      | 3-2        |       |
| (România) UT Arad                 | 5-4          | Austria Salzburg (Austria)        | 4-1      | 1-3        |       |
| (URSS) Spartak Moscova            | 3-2          | VSS Kosice (Cehoslovacia)         | 2-0      | 1-2        |       |
| (Portugalia) Vitória Setúbal      | 2-2          | Olympique Nîmes (Franța)          | 1-0      | 1-2        |       |
| (Portugalia) FC Porto             | 1-3          | FC Nantes (Franța)                | 0-2      | 1-1        |       |
| (Islanda) Keflavik                | 1-15         | Tottenham Hotspur (Anglia)        | 1-6      | 0-9        |       |
| (Italia) Napoli                   | 1-2          | (România) Rapid București         | 1-0      | 0-2        |       |
| (Elveția) FC Lugano               | 1-3          | Legia Varșovia (Polonia)          | 1-3      | 0-0        |       |
| (Italia) AC Milan                 | 7-0          | Digenis Morphou (Cipru)           | 4-0      | 3-0        |       |
| (Germania) Hertha Berlin          | 7-2          | IF Elfsborg (Suedia)              | 3-1      | 4-1        |       |
| (Franța) Saint-Étienne            | 2-3          | FC Köln (Germania)                | 1-1      | 1-2        |       |
| (Scoția) Dundee FC                | 5-2          | AB Copenhaga (Danemarca)          | 4-2      | 1-0        |       |
| (Elveția) FC Basel                | 2-4          | Real Madrid (Spania)              | 1-2      | 1-2        |       |
| (Germania de Est) FC Hallescher   | 0-0          | PSV Eindhoven (Olanda)            | 0-0      | nejucat    |       |
| (Norvegia) Rosenborg              | 4-0          | HIFK Helsinki (Finlanda)          | 3-0      | 1-0        |       |
| (Belgia) Lierse                   | 4-2          | Leeds United (Anglia)             | 0-2      | 4-0        |       |

### Șaisprezecimi de finală
| Gazde (tur)                       | Scor | Oaspeți (tur)                     | Tur | Retur   | Extra |
| --------------------------------- | ---- | --------------------------------- | --- | ------- | ----- |
| (Germania) Eintracht Braunschweig | 4-3  | Athletic Bilbao (Spania)          | 2-1 | 2-2     |       |
| (Ungaria) Ferencváros             | 6-0  | Panionios (Grecia)                | 6-0 | nejucat |       |
| (Scoția) St. Johnstone            | 2-1  | Vasas Budapest (Ungaria)          | 2-0 | 0-1     |       |
| (Iugoslavia) Željezničar Sarajevo | 3-3  | Bologna (Italia)                  | 1-1 | 2-2     |       |
| (Iugoslavia) Dinamo Zagreb        | 2-2  | Rapid Viena (Austria)             | 2-2 | 0-0     |       |
| (Italia) Juventus                 | 3-1  | Aberdeen (Scoția)                 | 2-0 | 1-1     |       |
| (Iugoslavia) OFK Belgrad          | 1-5  | Carl Zeiss Jena (Germania de Est) | 1-1 | 0-4     |       |
| (Olanda) FC Den Haag              | 1-7  | Wolverhampton Wanderers (Anglia)  | 1-3 | 0-4     |       |
| (Polonia) Zagłębie Wałbrzych      | 2-3  | UT Arad (România)                 | 1-1 | 1-2     |       |
| (URSS) Spartak Moscova            | 0-4  | Vitória Setúbal (Portugalia)      | 0-0 | 0-4     |       |
| (Franța) FC Nantes                | 0-1  | Tottenham Hotspur (Anglia)        | 0-0 | 0-1     |       |
| (România) Rapid București         | 4-2  | Legia Varșovia (Polonia)          | 4-0 | 0-2     |       |
| (Italia) AC Milan                 | 5-4  | Hertha Berlin (Germania)          | 4-2 | 1-2     |       |
| (Germania) FC Köln                | 4-5  | Dundee FC (Scoția)                | 2-1 | 2-4     |       |
| (Spania) Real Madrid              | 3-3  | PSV Eindhoven (Olanda)            | 3-1 | 0-2     |       |
| (Norvegia) Rosenborg              | 4-4  | Lierse (Belgia)                   | 4-1 | 0-3     |       |

### Optimi de finală
| Gazde (tur)                       | Scor | Oaspeți (tur)                     | Tur | Retur | Extra |
| --------------------------------- | ---- | --------------------------------- | --- | ----- | ----- |
| (Germania) Eintracht Braunschweig | 3-6  | Ferencváros (Ungaria)             | 1-1 | 2-5   |       |
| (Scoția) St. Johnstone            | 2-5  | Željezničar Sarajevo (Iugoslavia) | 1-0 | 1-5   |       |
| (Austria) Rapid Viena             | 1-5  | Juventus (Italia)                 | 0-1 | 1-4   |       |
| (Germania de Est) Carl Zeiss Jena | 0-4  | Wolverhampton Wanderers (Anglia)  | 0-1 | 0-3   |       |
| (România) UT Arad                 | 3-1  | Vitória Setúbal (Portugalia)      | 3-0 | 0-1   |       |
| (Anglia) Tottenham Hotspur        | 5-0  | Rapid București (România)         | 3-0 | 2-0   |       |
| (Italia) AC Milan                 | 3-2  | Dundee FC (Scoția)                | 3-0 | 0-2   |       |
| (Olanda) PSV Eindhoven            | 1-4  | Lierse (Belgia)                   | 1-0 | 0-4   |       |

### Sferturi de finală
| Gazde (tur)           | Scor | Oaspeți (tur)                     | Tur | Retur | Extra    |
| --------------------- | ---- | --------------------------------- | --- | ----- | -------- |
| (Ungaria) Ferencváros | 8-7  | Željezničar Sarajevo (Iugoslavia) | 1-2 | 2-1   | 5-4 pen. |
| (Italia) Juventus     | 2-3  | Wolverhampton Wanderers (Anglia)  | 1-1 | 1-2   |          |
| (România) UT Arad     | 1-3  | Tottenham Hotspur (Anglia)        | 0-2 | 1-1   |          |
| (Italia) AC Milan     | 3-1  | Lierse (Belgia)                   | 2-0 | 1-1   |          |

### Semifinale
| Gazde (tur)                | Scor | Oaspeți (tur)                    | Tur | Retur | Extra |
| -------------------------- | ---- | -------------------------------- | --- | ----- | ----- |
| (Ungaria) Ferencváros      | 3-4  | Wolverhampton Wanderers (Anglia) | 2-2 | 1-2   |       |
| (Anglia) Tottenham Hotspur | 3-2  | AC Milan (Italia)                | 2-1 | 1-1   |       |

### Finala
| Gazde (tur)                      | Scor general | Oaspeți (tur)              | Scor Tur | Scor Retur | Extra |
| -------------------------------- | ------------ | -------------------------- | -------- | ---------- | ----- |
| (Anglia) Wolverhampton Wanderers | 2-3          | Tottenham Hotspur (Anglia) | 1-2      | 1-1        |       |